# Wydział Teologiczny Sekcja w Tarnowie Uniwersytetu Papieskiego Jana Pawła II w Krakowie
Wydział Teologiczny Sekcja w Tarnowie Uniwersytetu Papieskiego Jana Pawła II w Krakowie – jeden z 6 wydziałów Uniwersytetu Papieskiego Jana Pawła II w Krakowie.

## Historia
Wydział Teologiczny Sekcja w Tarnowie powstał w 2004 roku w ramach Papieskiej Akademii Teologicznej. Powstał on w ramach dekretu Kongregacji Edukacji Katolickiej w wyniku przekształcenia Instytutu Teologicznego w Tarnowie.

## Kierunki kształcenia

### Jednolite studia magisterskie
Dostępne kierunki:
- Teologia
- Teologia, specjalność teologia kapłańska

## Struktura organizacyjna
| Katedra                                           | Kierownik                            |
| ------------------------------------------------- | ------------------------------------ |
| Katedra Filozofii                                 | ks. dr hab. Tadeusz Pabjan           |
| Katedra Pisma Świętego                            | ks. dr hab. Piotr Łabuda             |
| Katedra Patrologii i Historii Kościoła            | ks. prof. dr hab. Antoni Żurek       |
| Katedra Teologii Fundamentalnej i Ekumenizmu      | ks. prof. dr hab. Henryk Szmulewicz  |
| Katedra Teologii Dogmatycznej                     | ks. prof. dr hab. Janusz Królikowski |
| Katedra Teologii Moralnej i Duchowości            | ks. prof. dr hab. Stanisław Sojka    |
| Katedra Teologii Praktycznej i Prawa Kanonicznego | ks. dr hab. Robert Kantor            |
| Katedra Nauk Pedagogiczno-Katechetycznych         | ks. prof. dr hab. Józef Stala        |

## Władze Wydziału
W kadencji 2016-2020:
| Stanowisko                                              | Imię i nazwisko                      |
| ------------------------------------------------------- | ------------------------------------ |
| Dziekan                                                 | ks. prof. dr hab. Janusz Królikowski |
| Prodziekan ds. nauki, rozwoju i współpracy zagranicznej | ks. dr hab. Marek Kluz               |
| Prodziekan                                              | ks. dr Leszek Rojowski               |